# Dicranum atratum
Dicranum atratum är en bladmossart som beskrevs av Geheeb 1879. Dicranum atratum ingår i släktet kvastmossor, och familjen Dicranaceae. Inga underarter finns listade i Catalogue of Life.